# Ordine florense

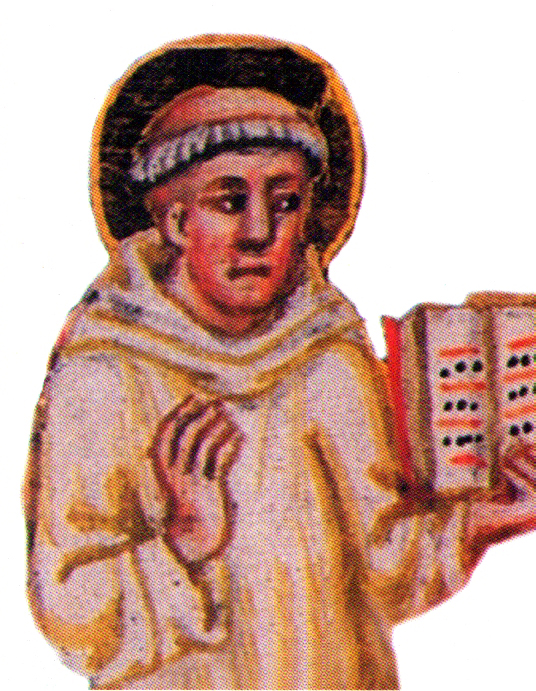
Gioacchino da Fiore

L'Ordine florense (in latino Ordo florensis) è un ordine monastico di diritto pontificio scaturito dalla Congregazione florense i cui istituti furono riconosciuti nel 1196 da Celestino III. La congregazione, concepita dall'abate Gioacchino da Fiore, cominciò a realizzarsi con la fondazione del protocenobio di Jure Vetere fondato da Protoabate nel 1189. La sua scomparsa definitiva avvenne verso il 1570 e dintorni, quando risulta che si spensero le ultime comunità monacali florensi autonome.

## Origine

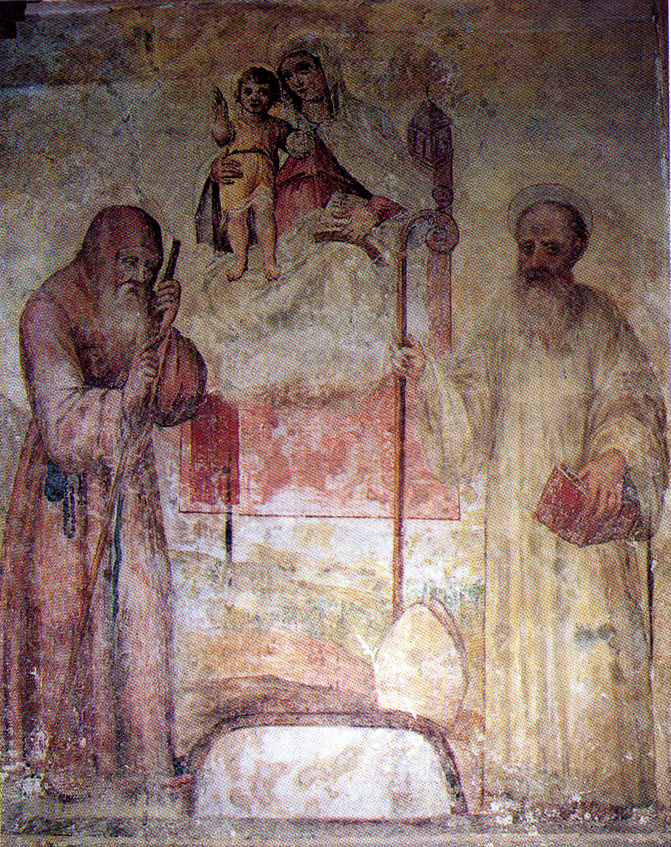
Gioacchino da Fiore e san Francesco da Paola, affresco sec. XVI, Cattedrale di S. Severina, foto P. Lopetrone

L'Ordine florense è una riforma della Congregazione Florense operata dall'abate Matteo Vitari, successore di Gioacchino da Fiore.
L'appoggio economico e spirituale ricevuto dall'allora imperatore Enrico VI che già nel 1194 citava Gioacchino come "venerabile abate", le vaste donazioni demaniali ricevute da altri proprietari terrieri, il diritto di applicare regole nuove alle terre controllate dai monaci florensi, furono i primi atti che sancirono la nascita dell'ordine florense
Le donazioni fatte da Enrico VI furono indirizzate al raggiungimento del fine per cui fu fondato l'ordine, ossia "un piccolo e povero gregge di compagni, la ricerca del deserto e del distacco dal mondo, la cella e la sobrietà". La regola florense venne approvata il 25 agosto del 1196 con bolla papale da papa Celestino III, e non senza critiche. I cistercensi infatti, additarono Gioacchino ed il monaco Ranieri come “apostati e fuggitivi” dal Capitolo generale dell'Ordine cistercense. Ciò nonostante, la protezione di Enrico VI fu considerata sufficiente per ottenere il benestare da parte di papa Celestino III. Secondo la tesi di Gioacchino, essendo prossimi all'avvento dell'età dello Spirito, l'Ordine cistercense necessitava di una branca comprendente un gruppo di monaci consacrati alla vita verginale e contemplativa. Gioacchino insieme ad un gruppo di seguaci risalì l'altopiano silano giungendo in un luogo impervio ma ricco di spirito che lo stesso Gioacchino nominò "Fiore", dove sarebbe rifiorita una nuova Nazaret dello Spirito.

### La prima fondazione e i problemi con gli altri ordini
La prima fondazione florense venne eretta in un luogo della Sila denominato locum Floris, zona montuosa sopra i 1000 m alla confluenza tra il fiume Arvo e il torrente Pino Bucato Qui Gioacchino si insediò insieme ai suoi discepoli nel 1189. L'anno seguente grazie alle prime donazioni di re Tancredi, l'abate e gli altri monaci poterono disporre di maggiori terre da coltivare, mentre nel 1194 il re donò ulteriori terre, concedendo una vastissima porzione di demanio regio istituendo in questo modo, quella che gli storici definirono la Sila Badiale.

#### La disputa con i monaci Basiliani
Gioacchino ricevette altri privilegi negli anni seguenti. Enrico VI gli concesse un reddito di 50 bisanti d'oro, mentre i monaci basiliani del Monastero dei Tre Fanciulli pagavano il canone di affitto annuo per le terre che coltivavano e che erano di proprietà dei florensi. Con i monaci greci dei Tre Fanciulli ci furono in seguito dispute feroci. La vita monacale dei florensi, infatti, è stata caratterizzata anche da scontri, molto spesso sfociati in veri fatti di violenza, con altri monaci di Ordine diverso. Gli scontri più cruenti sono stati certamente quelli avuti con i monaci del monastero dei Tre Fanciulli. Oggetto della disputa erano le terre che Enrico VI aveva consesso nel 1194 ai florensi. Secondo i monaci basiliani Enrico aveva concesso a Gioacchino terreni che in realtà erano di competenza del monastero greco.
In un primo momento le rivendicazioni dei monaci furono avanzate agli stessi monaci florensi senza trovare positiva risposta, in seguito Isaia, abate del Monastero dei Tre Fanciulli, si recò direttamente al cospetto dell'Costanza, che incaricò alcuni funzionari per effettuare indagini appropriate ad accertare lo stato reale delle cose. I monaci basiliani, non avendo sufficienti prove per testimoniare l'esatta grandezza dei possedimenti di loro competenza, furono costretti a riconoscere le donazioni che Enrico IV aveva offerto a Gioacchino e pagare un canone annuo ai monaci di Fiore. Per cercare di appianare ed equilibrare la situazione, Gioacchino concesse anche uno scambio di terre con i basiliani, con questi ultimi che erano liberi di mantenere i pascoli di cavalli, mucche, ovini e maiali nei terreni “florensi” in cambio di 4 monete d'oro all'anno.
Ciò non fu sufficiente a placare le tensioni. Alla prima occasione propizia per i basiliani, questi trovarono il modo per rivendicare le loro terre. Alla morte dell'imperatrice Costanza, nel 1198, i basiliani, insieme ad alcuni cittadini del vicino paese di Caccuri, attaccarono ed incendiarono l'abbazia di Iure Vetere e le dipendenze di Bonum lignum.
I difficili rapporti con i basiliani durarono per alcuni anni. Nel 1199 l'arcivescovo di Cosenza, un certo Bonomo, cercò di porre fine alla disputa, decretando definitivamente come i possedimenti erano di appartenenza ai florensi. Altri attacchi vennero portati avanti dai basiliani contro il monastero, e solo nel 1215 la disputa terminò. I basiliani, ridotti numericamente, sia nel Monastero dei Tre Fanciulli che in tutti i monasteri della Calabria, non erano più in grado di gestire i possedimenti e i pascoli, rinunciando definitivamente ai terreni contesi.

#### Dispute con altri ordini religiosi

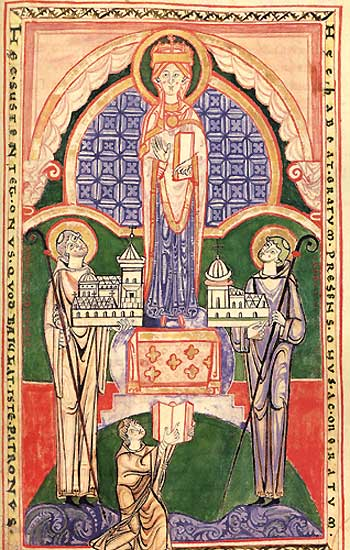
Abati di Citeaux

Altri problemi i florensi li ebbero con la diocesi di Cerenzia e con gli stessi abitanti del paese. Il vescovo di Cerenzia, Gilberto, nel 1195 aveva anch'egli concesso delle terre a Gioacchino, convinto che lo sviluppo dell'ordine potesse portare beneficio a tutta la comunità cattolica calabrese. Alla morte di Gilberto, il successore Guglielmo, di parere totalmente opposto sui benefici dello sviluppo dell'ordine avanzati dal predecessore, rivendicò le terre donate ai florensi, distruggendo la piccola chiesa nel territorio di Cerenzia che Gioacchino aveva fondato e che ospitava alcuni seguaci dell'ordine.
Anche con i monaci della Sambucina i florensi ebbero alcuni momenti di tensione. Oggetto della disputa era ancora una volta, una tenuta sita in località Vallis Bona che apparteneva al monastero cistercense dalla Sanbucina. L'errore fatto da parte dell'amministrazione alla dipendenza di Enrico VI era evidente. La disputa venne risolta dallo stesso Gioacchino e da Luca Campano, amici da molto tempo e intenzionati a mantenere ottimi rapporti, con Gioacchino che riconobbe l'errore, e ridando in mano a Luca le terre contese.
Un altro momento di tensione i florensi lo ebbero con la Chiesa di Cosenza, quando questa sotto imposizione di Innocenzo III, si rifiutò di dare un terreno ai silani in località Botrano, dove edificare una nuova abbazia che in futuro sarebbe dovuta essere la nuova sede centrale dell'ordine, abbandonando in questo caso l'abbazia di Iure Vetere e il locum Floris, luogo troppo freddo le cui condizioni di vita nel periodo invernale erano insopportabile. Alle ripetute richieste da parte di Innocenzo, il capitolo di Cosenza cedette all'allora abate florense (successore di Gioacchino dopo la morte di quest'ultimo nel 1215) la teuta di Botrano ed altri piccoli possedimenti in cambio di grandi proprietà che i florensi avevano sui monti della Sila. Il trasferimento però, non venne mai effettuato, forse perché la maggioranza dei monaci florensi ritenne che si dovesse rispettare il volere di Gioacchino che scelse questo luogo ritenuto dal profeta, la nuova Nazaret, o molto più probabilmente perché il capitolo di Cosenza, molto potente in quel periodo, riuscì in qualche modo a far mutare la direttiva papale ed imporre le proprie direttive.

### I rapporti con l'Ordine cistercense
Gioacchino iniziò la propria esperienza monastica nell'Ordine di Cîteaux, dalla quale inizialmente apprezzava l'organizzazione dell'Ordine che contemplava una forma libera di Spiritualità ed istituzione delle abbazie facenti parte dell'Ordine. Gioacchino ebbe modo di conoscere in maniera piuttosto approfondita la forma dell'Ordine cistercense, grazie alla sua presenza nell'abbazia di Corazzo e Casamari. Durante la permanenza nei due conventi, l'abate cominciò a sviluppare nuove forme di spiritualità dedicandosi in modo particolare, alla teologia Trinitaria legando i propri principi a quelli di Bernardo di Chiaravalle. Altri studi e spunti teologici legavano Gioacchino alla forma cistercense, quali ad esempio, la vita e le regole di San Benedetto descritta da papa Gregorio I nel secondo volume dei Dialogi, o l'interpretazione simbolica dei numeri che i cistercensi del suo periodo amavano fare. Il legame di Gioacchino con i cistercensi, maturò anche durante la fondazione della prima abbazia fondata dall'abate di Celico, quella di Iure Vetere, ove lo stesso abate intendeva in un primo momento, a creare una piccola comunità inserita nell'Ordine cistercense, che mantenesse rapporti con l'abbazia di Corazzo.
Tuttavia dopo il 1190 i rapporti tra Gioacchino e l'Ordine cistercense cominciarono a deteriorarsi. La causa è da attribuire ad una feroce critica da parte di Gioacchino, verso il governo e la dirigenza dell'Ordine cistercense ed in particolare degli abati che governavano le cinque abbazie di Cîteaux, di Clairvaux, di La Fertè, di Morimond e di Pontigny, accusati da Gioacchino di avidità e di non riuscire a mantenere rapporti caritatevoli con i confratelli delle altre abbazie.

## Storia e sviluppo dell'Ordine

### Il governo dell'ordine

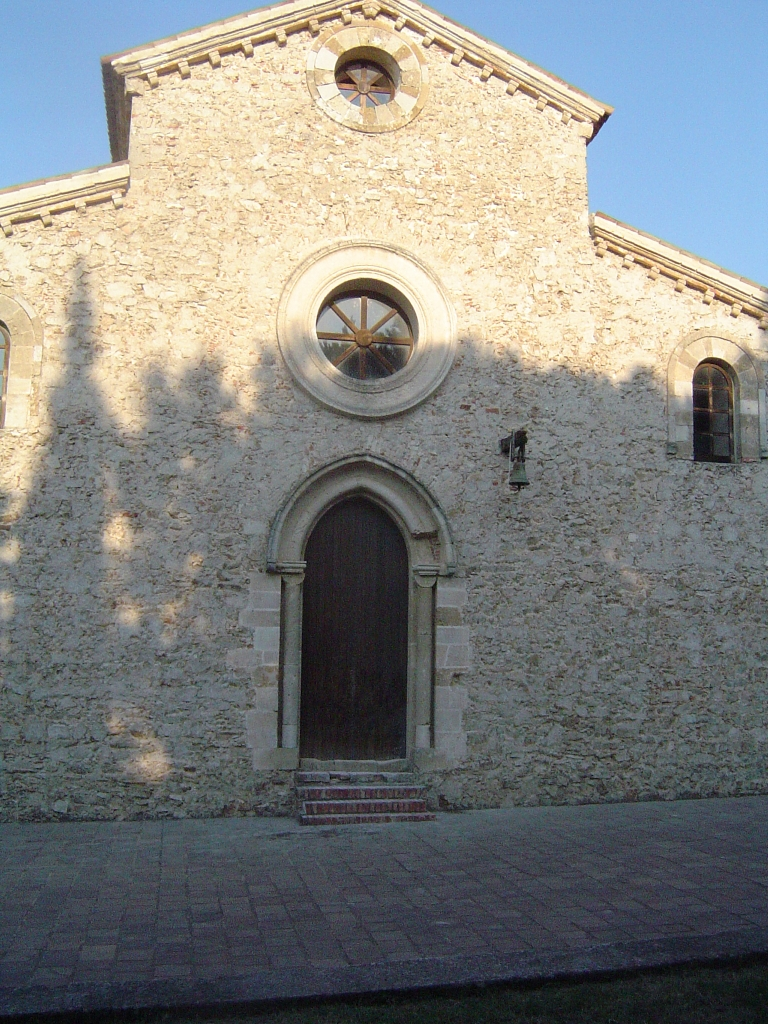
Abbazia del Patire a Rossano

Le regole imposte da Gioacchino erano basate su una forma di vita monastica molto rigida. Questo preannunciava una forte devozione spirituale da parte dei suoi seguaci e lavorativa. Per i suoi seguaci Gioacchino voleva che "fiorisse" dentro di loro le virtù del celibato, della sobrietà, della purezza e della contemplazione. Grazie a queste caratteristiche il nuovo Ordine si discostava da quello cistercense, assumendo nuove caratteristiche ispirate alle profezie del suo fondatore. 
Il nuovo ordine aveva dunque una forma più rigida di vita monastica che ebbe risonanza anche fra gli ordini mendicanti, una forma spirituali che ha certamente influito sulla semplicità delle forme architettoniche utilizzate per la realizzazione degli edifici di culto florensi.
Le donazione fatte da Enrico VI, però, si rivelarono molto incisive a tal punto da modificare la volontà ed il senso originario della spiritualità dell'Ordine. Gioacchino, dopo la prima fondazione, ritenne di dover puntare non più su un eremitismo povero e senza basi economica, ma su un cenobitismo di matrice tradizionale, con fondamenta economiche solide, con vaste proprietà annesse alle abbazie e alle fondazioni dell'Ordine, con redditi e diritti che davano sostegno ai monaci florensi.

### Sviluppo dell'ordine e sue fondazioni
L'ordine ebbe ben presto una vasta diffusione sin dal XII secolo, anche se già dalla metà del secolo stesso, cominciarono ad evidenziarsi i primi segnali di decadenza, dovuti alla rigidità dell'ordine stesso. Nei primi decenni furono fatte molte donazioni in favore dei monaci florensi tra le quali vastissimi possedimenti della Sila, che da quel periodo in poi venne suddivisa in Sila Badiale e Sila Regia. I florensi e l'ordine stesso divennero piuttosto influenti nello scenario sociale di quel tempo, grazie anche ai favori e al benestare delle classi nobili che regnavano in Calabria. Questa loro magnificenza li mise in condizione di competere e superare i due potenti monasteri della regione quello bizantino del Patirion di Rossano e quello cistercense della Sambucina.
L'ordine florense ebbe un rapido sviluppo soprattutto in Calabria dove furono realizzate circa 40 fondazioni, tra nuovi insediamenti ed edifici esistenti acquisiti. L'ordine non si diffuse solo in territorio calabro, ma ebbe ampio sviluppo anche in Campania, Puglia, Lazio e Toscana.

### Abbazie e chiese aggregate all'ordine
Elenchiamo le abbazie florensi (fondate o passate all'ordine) ed il relativo numero di chiese controllate, nelle regioni dove l'ordine florense si è sviluppato.
|                   | Calabria | Campania | Lazio | Puglia | Toscana |
| ----------------- | -------- | -------- | ----- | ------ | ------- |
| Abbazie florensi  | 6        | 3        | 2     | 1      | 3       |
| Chiese dipendenti | 32       | 2        | 8     | 3      | 12      |
| Totale chiese     | 38       | 5        | 10    | 4      | 15      |

In totale l'ordine ha avuto a capo 15 abbazie sparse in 5 regioni, e 57 chiese controllate dalle abbazie.

#### Elenco delle fondazioni e dei passaggi ai florensi[14]

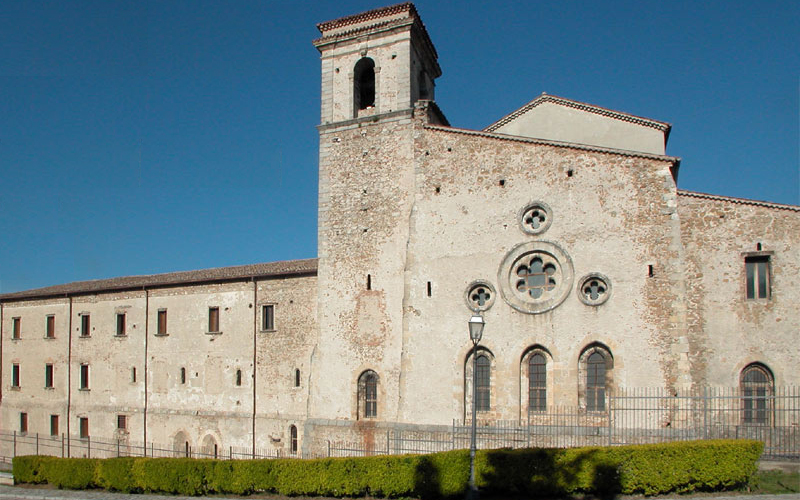
Abbazia florense

L'Ordine florense approvato con bolla papale ebbe una rapida diffusione in Calabria con la creazione di abbazie e grange, mentre numerose furono le chiese che si aggregarono all'ordine merito della benevolenza del Papa e soprattutto dell'imperatrice Costanza prima e di Federico II in seguito.
Calabria
- Fiore Vetere (1189 fondazione florense) prima fondazione florense in territorio di San Giovanni in Fiore (Cs) che controllava 11 chiese; abbazia di Santa Maria di Fonte Laurato (1201 fondazione florense), seconda fondazione florense, sorse su una precedente costruzione, la Chiesa di Santa Domenica, che venne in seguito convertita in abbazia quando venne donata ai florensi che ne modificarono l'aspetto e la struttura[16], esistente ma sconsacrata nel comune di Fiumefreddo Bruzio (Cs)[17]; abbazia florense (1214 fondazione florense[18]) esistente ancora nel comune di San Giovanni in Fiore (Cs); Santa Maria di Acquaviva (1208 passaggio ai florensi) a Sersale (Cz), fino a qualche anno fa si intravedevano le rovine oggi completamente demolite per far posto ad altre costruzioni[19]; Santa Maria di Calabromaria (1211-1213 passaggio ai florensi) ad Altilia di Santa Severina (Kr), i locali della chiesa vennero acquistati nel 1800 dai baroni Baracco e convertiti in tenuta di caccia e ad oggi si chiama "Palazzo Baracco"[20]; Santa Maria Nuova (1254-1255 passaggio ai florensi) a San Giovanni in Fiore, edificio bizantino passato in mano ai florensi; ad oggi non restano tracce dell'antico monastero, mentre ancora aperta al culto è l'antica e semplice chiesa;

Campania
- Sant'Angelo di Rovigliano (1220 passaggio ai florensi) a Castellammare di Stabia (Na), restano i ruderi sullo Scoglio di Rovigliano; San Renato di Sorrento (1222 passaggio ai florensi) a Sorrento (Na), la struttura ecclesiale è allo stato di rudere ma conserva ancora le mura perimetrali e il corpo fabbrica; Santa Maria di Vistelis (1222-1225 passaggio ai florensi) a Maiori (Sa), rudere con la chiesa priva di tetto e con alcuni corpi fabbrica riutilizzati come strutture per scopi agricoli;

Puglia

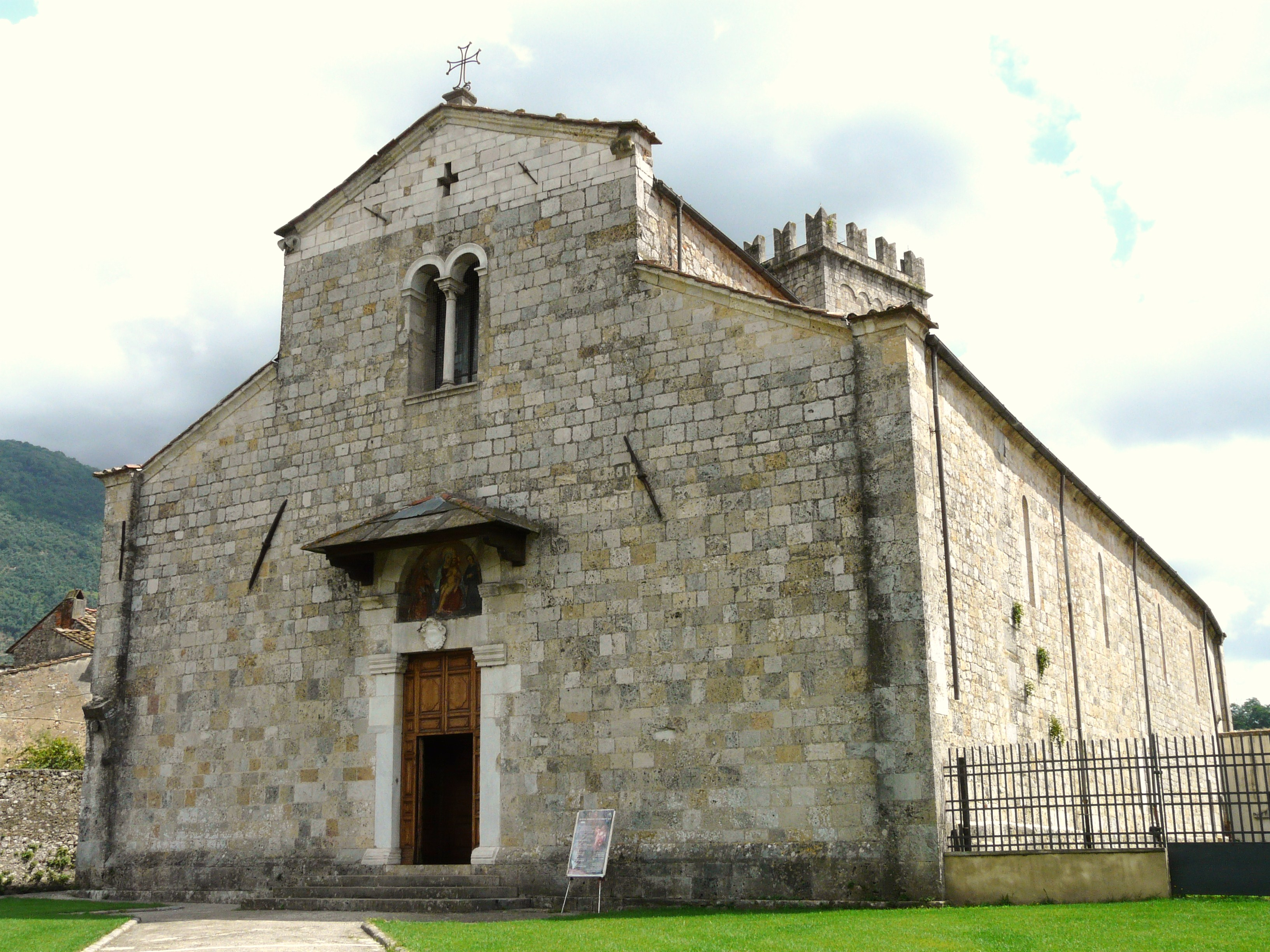
Abbazia di San Pietro a Camaiore

- Santa Maria di Laterza (1226 passaggio ai florensi) a Laterza (Ta) edificio esistente ed ancora aperto al pubblico, ad oggi denominata in Santa Maria Assunta[21];
- A Rutigliano (Ba) sorgeva, fino alla sua scomparsa (avvenuta tra XV e XVI secolo), il monastero di San Tommaso, dotato di chiesa e direttamente addossato alle mura della città medievale. Fondato dal feudatario rutiglianese Roggerius Arenga agli inizi del XII secolo, appartenne inizialmente all'ordine benedettino, per poi passare nel 1227 all'ordine florense, in seguito al provvedimento di riforma di papa Gregorio IX. Tale provvedimento segnerà il passaggio di molti monasteri calabresi, campani, toscani e pugliesi all'ordine monastico di San Gioacchino da Fiore, tra cui, per l'appunto, quelli di Santa Maria di Laterza e di San Tommaso di Rutigliano.

Lazio
- Monastero di Santa Maria di Monte Mirteto (1216 fondazione florense) a Norma (Lt), edificio allo stato di rudere anche se persistono gran parte delle mura perimetrali; abbazia di Santa Maria della Gloria di Anagni (1226 fondazione florense) ad Anagni (Fr), negli ultimi anni è sotto un massiccio restauro dopo che l'edificio venne abbandonato, intervento che prevede la messa a ripristino e rifunzionalizzazione del complesso monastico[22];

Toscana
- Eremo di Santa Maria di Moriglione (1217 passaggio ai florensi) ad Capannori (Lu), avanzi o ruderi non più visibili e completamente rimossi; San Iacopo di Valle Benedetta (1217 passaggio ai florensi) a Santa Maria a Monte (Pi), allo stato attuale non c'è traccia del monastero mentre permane ed è aperta la chiesa intitolato oggi a San Giorgio e San Iacopo; San Pietro di Camaiore (1235 passaggio ai florensi) a Camaiore (Lu), esistente ed aperto al pubblico.

### La decadenza e il reintegro nell'Ordine cistercense
Nonostante la scomparsa dell'ordine, il lavoro promosso e promulgato da Gioacchino è insieme a quello di Francesco da Paola considerato l'emblema della massima fioritura religiosa che si sviluppò in Calabria durante gli ultimi secoli del Medioevo e che nella spiritualità e nella dedizione del monachesimo greco poneva le proprie basi spirituali.

## Architettura florense
Gioacchino volle trasferire il proprio pensiero nell'architettura delle abbazie che intendeva fondare. L'abbazia di San Giovanni in Fiore è di conseguenza, l'espressione più nitida di tutto questo: semplicità e austerità nelle forme e la possibilità di sviluppo del complesso conventuale (come avvenne dal XIII secolo in poi). Forte è il legamene che unisce la tipologia florense agli insediamenti degli ordini dei mendicanti. La semplicità della chiesa florense si può considerare come prototipo delle "chiese a granaio" segnando l'evolversi degli insediamenti dei mendicanti delle chiese quattro-cinquescentesche.
L'architettura florense, predilige lo schema a croce latina con una sola navata di notevoli dimensioni, generalmente molto lunga ed alta e non molto larga, con una copertura semplice di legno a capriate. L'abside è a forma rettangolare, discostandosi dallo stile romanico a forma semicircolare, mentre il transetto è sporgente con doppie cappelle sovrapposte e piatte. Il coro sempre rettangolare, è sormontato da una volta ad arco acuto.
Le due cappelle laterali, realizzate all'altezza del transetto, formano una sorta di due ali di quest'ultimo, sono strutturate su due piani formando quattro cappelle separate. Quelle inferiori comunicano direttamente con il coro tramite una porta di piccole dimensioni, mentre le cappelli superiori si affacciano sul transetto, con l'area di intersezione tra il transetto e l'abside doveva essere coperta da una volta a crociera (nell'abbazia florense questa fu rimossa ed oggi ne restano solo le tracce).
La tipologia florense riprende alcuni schemi dell'architettura cistercense, ma si fonda principalmente su alcuni chiari elementi quali la navata unica, il transetto sporgente ed affiancato da cappelle laterali, la presenza di una grande cripta e il coro rettangolare. Fra questi l'elemento principale è certamente la navata unica, molto alta e rettilinea, con chiaro riferimento alle tipologie orientali, navata che mette in evidenza la continuità spaziale attraverso le grandi pareti laterali che giungendo fino all'abside e chiudendo lo spazio del presbiterio, offrono un'unica direzione spaziale longitudinale.

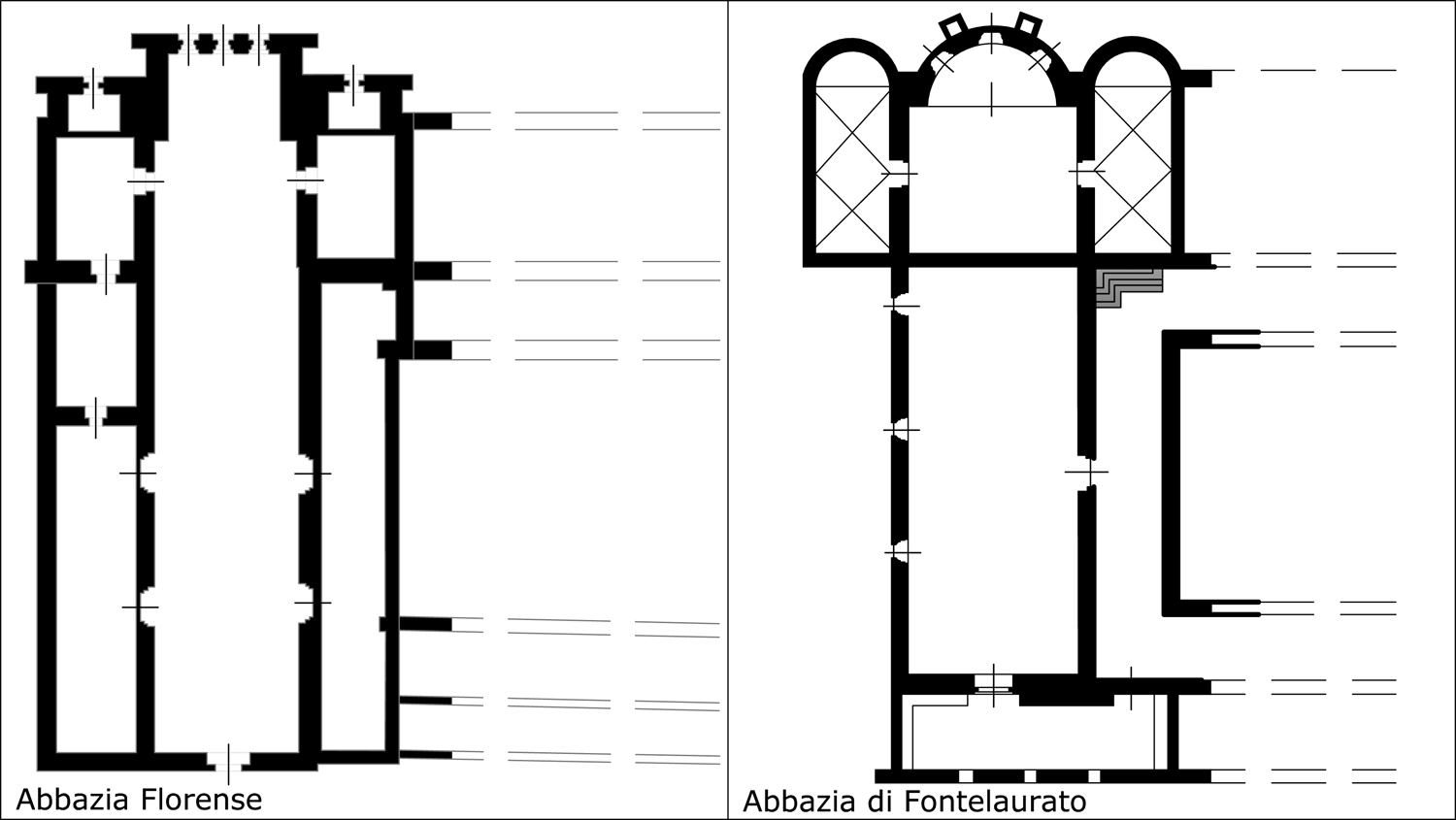
Evoluzione dell'architettura florense
L'impostazione tipologica dell'architettura florense la si ritrova in altre fondazioni, ma lo schema rigido della pianta del complesso monastico, ebbe fin dall'inizio una forma evolutiva più consona ai canoni architettonici più in voga. Le fondazioni dovevano originariamente nascere su eremi, o comunque zone disabitate e lontane dai centri abitati, aree dove fossero presenti corsi d'acqua e terreni da poter coltivare. A queste cominciarono ad affiancarsi edifici donati da nobili del luogo, oltre che piccoli monasteri che intendevano aderire all'ordine florense. La conversione tipologica di edifici esistenti probabilmente fu la principale causa che ruppe lo schema tipologico delle fondazioni florensi.
L'evoluzione architettonica fu comunque anticipata già dalla seconda fondazione florense, l'abbazia di Fontelaurato. Difatti pur mantenendo lo schema a croce latina, la navata unica e le due cappelle laterali, l'abbazia di Fontelaurato presentava l'abside semicircolare anziché rettangolare. Questa novità architettonica è stata tendenzialmente ripresa durante il tentativo di ricostruzione dell'abbazia di Iure Vetere. Di seguito però, si preferì ritornare all'abside rettangolare, con la realizzazione dell'abbazia florense e degli altri edifici religiosi dell'ordine.